# Burg Hörnle
Die Burg Hörnle ist eine abgegangene Spornburg auf 660 m ü. NN nördlich von Ewattingen, einem Ortsteil der Gemeinde Wutach im Landkreis Waldshut in Baden-Württemberg.

## Geschichte
Die Errichtung der Burg könnte vom Kloster St. Gallen veranlasst worden sein. Später nutzten Wegelagerer die Burg als Unterschlupf, bis 1370 Schaffhauser Kaufleute eine von Rüdiger und Eberhard im Thurn angeführte Schar anheuerten, die die Burg zerstörten, um die Raubzüge zu beenden. 1432 wird Burg Hörnle beim Verkauf der Herrschaft Blumegg als „Burgstall“ bezeichnet.
Von der ehemaligen Burganlage etwa 90 Meter über der Wutachschlucht sind nur Geländespuren verblieben.